# Бэббитт, Брюс
Брюс Бэббитт (англ. Bruce Edward Babbitt; род. 27 июня 1938 года) — американский политик; министр внутренних дел США (22 января 1993 года — 2 января 2001 года), губернатор Аризоны (4 марта 1978 года — 6 января 1987 года).

## Биография
Родился в городе Флагстафф (Аризона). Окончил Университет Норт-Дейма, Ньюкаслский университет и Гарвардский институт юридических наук. Женат на Хэрриет Кунс. В период 4 марта 1978 года — 6 января 1987 года занимал пост губернатора Аризоны (дважды). В 1979 г. работал на правительство Джимми Картера, в качестве комиссара в Президентской Комиссии по расследованию инцидента на АЭС Три-Майл-Айленд. Член-основатель Совета Демократической лидерства и Председатель Демократической Ассоциации в 1985 году. Бэббитт пытался баллотироваться от Демократической партии на пост президента США в 1988 году. В период 22 января 1993 года — 2 января 2001 года занимал пост министра внутренних дел США. После ухода из министерства был нанят на пост Главного советника Министерства окружающей среды в международную правоведческую компанию Latham & Watkins. В 2005 г. написал книгу Города в пустыни (Cities in the Wilderness).